# Horst Ehmke
 (mars 2017).
Si vous disposez d'ouvrages ou d'articles de référence ou si vous connaissez des sites web de qualité traitant du thème abordé ici, merci de compléter l'article en donnant les références utiles à sa vérifiabilité et en les liant à la section « Notes et références ».
Horst Paul August Ehmke, né le 4 février 1927 dans la ville libre de Dantzig et mort le 12 mars 2017 à Bonn, est un homme politique allemand membre du Parti social-démocrate d'Allemagne (SPD).
Après avoir été brièvement ministre fédéral de la Justice en 1969, il dirige la chancellerie fédérale sous le premier mandat de Willy Brandt, qui en est ensuite son ministre fédéral de la Recherche entre 1972 et 1974.

## Biographie

### Formation
Il est enrôlé dans la Luftwaffe comme auxiliaire en 1943, et intègre l'année suivante une unité de parachutistes de la Wehrmacht. Blessé en 1945, il est capturé par les troupes de l'Union soviétique, qui le relâchent quelque temps après. Il passe son Abitur en 1946 à Flensburg, et accomplit ensuite des études supérieures de droit et de sciences économiques à l'université de Göttingen.
En 1951, il passe avec succès son premier diplôme juridique d'État, décroche son doctorat de droit l'année suivante, et obtient son second diplôme en 1956. Par ailleurs, il passe un an, à partir de 1949, à l'université de Princeton afin d'y suivre des études de sciences politiques.

### Carrière
Il commence à travailler en 1952 comme assistant de recherche du député fédéral Adolf Arndt. Quatre ans plus tard, il obtient un poste d'associé de recherche à la Fondation Ford, qu'il occupe à Cologne puis à Berkeley en Californie pour une période de quatre ans. En 1960 en effet, Horst Ehmke obtient son habilitation à diriger des recherches. Dès l'année 1961, il devient professeur associé à l'université de Fribourg-en-Brisgau.
En 1963, il décroche la chaire de droit public et accède au grade de professeur des universités, mais renonce à l'ensemble de ses fonctions universitaires en 1969. Cinq ans plus tard, il est admis à la profession d'avocat.
Après son retrait de la vie politique, il se consacre principalement à l'écriture de romans policiers tournant autour de l'univers politique.

## Vie politique

### Comme militant
Il adhère au Parti national-socialiste des travailleurs allemands (NSDAP) en 1944, ce dont il a dit n'avoir aucun souvenir lors de la révélation de cette situation en 2007, puis rejoint le Parti social-démocrate d'Allemagne (SPD) en 1947.
Il siège au comité directeur du SPD entre 1973 et 1980.

### La grande coalition
Le 2 janvier 1967, lorsqu'il est nommé secrétaire d'État du ministère fédéral de la Justice sous la direction de Gustav Heinemann. À la suite de l'élection de ce dernier comme président fédéral le 5 mars 1969, Horst Ehmke est choisi pour lui succéder au poste de ministre fédéral de la Justice trois semaines plus tard.

### Avec Willy Brandt
Élu député fédéral de Rhénanie-du-Nord-Westphalie au Bundestag lors des législatives de 1969, il devient ministre fédéral avec attributions spéciales et Directeur de la chancellerie fédérale dans la première coalition sociale-libérale de Willy Brandt le 22 octobre. La coalition avec les libéraux est renouvelée à la suite des élections anticipées de 1972, et il est nommé ministre fédéral de la Recherche, de la Technologie, des Postes et des Télécommunications.

### Fin de carrière
Contraint à la démission à la suite de la chute de Brandt le 7 mai 1974, il n'est pas reconduit par Helmut Schmidt neuf jours plus tard et abandonne alors le gouvernement fédéral. Trois ans plus tard, il obtient un poste de vice-président du groupe SPD au Bundestag, et l'occupe jusqu'en 1990. Quatre ans plus tard, il renonce à son siège de député et se retire de la vie politique.